# 淮河化工
江苏淮河化工有限公司，簡稱淮河化工，以及江蘇淮河化工（英語：Jiangsu Huaihe Chemicals Company Limited），中國化工農化總公司成員，中國化工集團公司屬下機構，總部位於江苏省盱眙县三河农场境内，是在1965年成立，董事長為安礼如。
主要業務主要从事医药、染料、农药、香料等化工中间体的研制、开发、生产及销售，產品則為合成氨、硝酸、硝化、加氢等。

## 連結
- 江苏淮河化工有限公司